# I'm a Rebel
I'm a Rebel (укр. «Я бунтар») — другий студійний альбом німецької хеві-метал- групи Accept, що вийшов у 1980 році .

## Про альбом
Офіційні релізи вийшли із трьома різними варіантами обкладинки. На альбом не увійшли дві підготовлені пісні: Rocking for the Sun та Morning Sun. Зараз вони доступні на DVD — збірнику Metal Blast from the Past. На синглу I'm a Rebel на зворотному боці конверту містилося попередження про те, що Accept набагато міцніше сталі і від музики може тріснути голова. Джордж Олександр (автор треку 1) — псевдонім Олександра Янга (нар. 1948), старшого брата братів Янг, засновників AC/DC

## Список композицій
Все композиції написані Accept, окрім (1). Також автором є Дірк Штеффенс (3-6)
Сторона 1 LP
1. «I'm a Rebel» («Я — бунтар») (3:58) (George Alexander)
2. «Save Us» («Врятуй нас») (4:33)
3. «No Time to Lose» («Нема часу») (4:30)
4. «Thunder and Lightning» («Грім і блискавка») (4:01)

Сторона 2 LP
1. «I Wanna Be No Hero» («Я не хочу бути героєм») (4:03)
2. «China Lady» («Китайська леді») (3:54)
3. «The King» («Король») (4:10)
4. «Do It» («Зроби це!») (4:08)

## Сингли
- I'm a Rebel (1980)

## Учасники запису
- Удо Діркшнайдер — вокал
- Вольф Хоффман, — соло-гітара
- Йорг Фішер — ритм– і соло– гітари
- Петер Балтес — бас-гітара, вокал на «No Time to Lose», «The King»
- Штефан Кауфманн — ударні

Інші особи
- Дірк Штеффенс — аранжування
- Крістоф Бонно — звукооператор
- Манфред Шунке — звукооператор
- Рене Тиннер — зведення